# الاور، بخش جوگوا
الاور، بخش جوگوا (به لاتین: Alavere, Jõgeva County) یک روستا در استونی است که در شهرستان یوگوا واقع شده‌است.